# Fernanda Machado
Fernanda Arrias Machado (Maringá, 10 ottobre 1980) è un'attrice brasiliana.
È maggiormente conosciuta per il ruolo di Maria nel film Tropa de Elite.
Soffre di endometriosi.

## Filmografia parziale
- Alma Gêmea (2005)
- Inesquecível (2007)
- Tropa de Elite - Gli squadroni della morte (Tropa de Elite) (2007)
- Inverno (2008)
- Flordelis - Basta uma palavra para mudar (2009)
- Amanhã Nunca Mais (2011)
- Open Road (2012)
- Amor à vida (2013)

## Teatro
- O Beijo no Asfalto (2006)